# 221 a. C.
El año 221 a. C. fue un año del calendario romano prejuliano. En el Imperio romano se conocía como el año 533 ab urbe condita.

## Acontecimientos

### Asia
- Unificación de China
  - Qin Shi Huang finaliza las Guerras de Unificación y establece la Dinastía Ch'in.
  - Comienzo de la construcción de las primeras estructuras de la Muralla China.
  - Inicia la Era Imperial; durará hasta el año 1912 d.C. con la revolución contra la Dinastía Qing.
  - El monarca de Qin, Estado feudal del occidente chino, se autoproclama como primer emperador de la Dinastía Qin (o Ch'in), o Qin Shi Huangdi. Bajo su gobierno el país es unificado y adopta una administración centralizada que controla las 42 provincias.[1]

### Europa
- Consulados de Publio Cornelio Escipión Asina y Marco Minucio Rufo en la República Romana.[2]
- Tras la muerte de Asdrúbal el Bello, el ejército cartaginés aclama a Aníbal Barca como jefe, quien emprende una exitosa campaña contra los olcades en la península ibérica.
- Se instaura en Esparta una república que se mantendrá hasta el 219 a. C.
- Ptolomeo IV se convierte en faraón de Egipto.
- Sube al trono Filipo V de Macedonia.

## Fallecimientos
- Jenitas, general seleúcida.
- Antígono III, rey de Macedonia.
- Asdrúbal el Bello, general cartaginés.
- Berenice II, corregente de Egipto.
- Ptolomeo III, faraón de Egipto.
- Lucio Cecilio Metelo, cónsul romano.